# Claudia Antonia
Claudia Antonia, född omkring 30 e.Kr., död 66 e.Kr., var dotter till kejsar Claudius och hans andra hustru Aelia Paetina. Hon var halvsyster till Claudia Octavia och Britannicus samt kusin till kejsar Nero.
Fram till år 37 uppfostrades hon hos sin farmor Antonia den yngre, men när denna dog samma år övertogs hennes fostran av hennes far Claudius tills hon gifte sig år 43 med Gnaeus Pompeius Magnus (en ättling till triumviren Pompeius dotter Pompeia).
Enligt Suetonius stacks hennes man ihjäl flera år senare när han låg till sängs med sin favoritgosse, medan Cassius Dio hävdar att han blev avrättad på order av Messalina, som fruktade att han skulle kunna bli en rival till Brittanicus och som önskade att Antonia skulle gifta sig med hennes halvbror Faustus Cornelius Sulla Felix istället. Detta skedde 47 och de fick en liten son som snart dog av bräcklig hälsa. År 58 blev Faustus Sulla sänd i exil och mördades 62 på order av kejsar Nero. Tacitus talade om rykten att Calpurnius Piso ville gifta sig med Antonia för att stärka banden med kejsarhuset och som en del av hans konspiration mot Nero.
Efter Poppaea Sabina, Neros andra hustru, ville han gifta sig med Antonia, men fick korgen. Då anklagade Nero henne för att ligga bakom ett upprorsförsök och lät avrätta henne. Hon var det sista av Nero Claudius Drusus barnbarn som dog.